# Mannārakkāt
Mannārakkāt är en ort i Indien.   Den ligger i distriktet Palakkad district och delstaten Kerala, i den södra delen av landet, 2 000 km söder om huvudstaden New Delhi. Mannārakkāt ligger 86 meter över havet och antalet invånare är 50 921.
Terrängen runt Mannārakkāt är varierad. Runt Mannārakkāt är det tätbefolkat, med 297 invånare per kvadratkilometer. Mannārakkāt är det största samhället i trakten. I omgivningarna runt Mannārakkāt växer huvudsakligen savannskog.